# 雄烷
雄烷或称为雄甾烷（英語：Androstane）是一种19个C原子的腺甾烷衍生物，通常指的是5α-雄烷，因为它的差向异构体5β-雄烷又称为本胆烷。

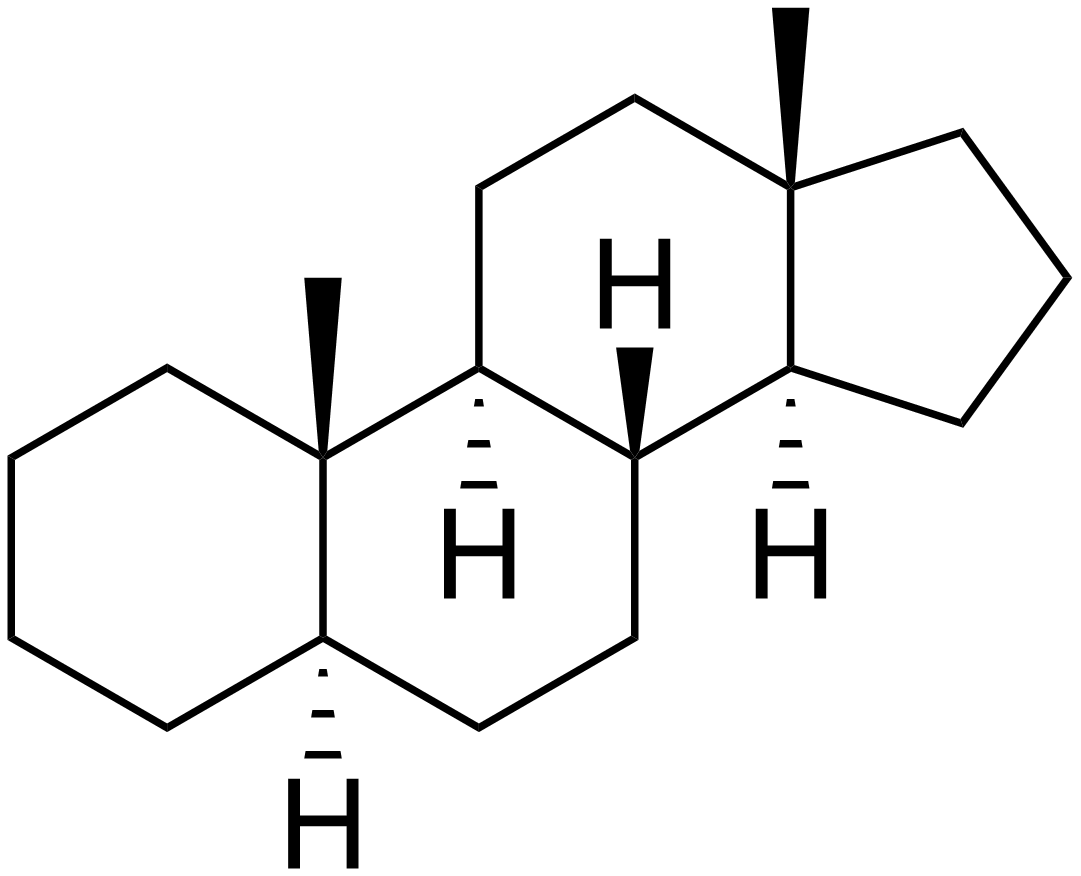
5α-雄烷
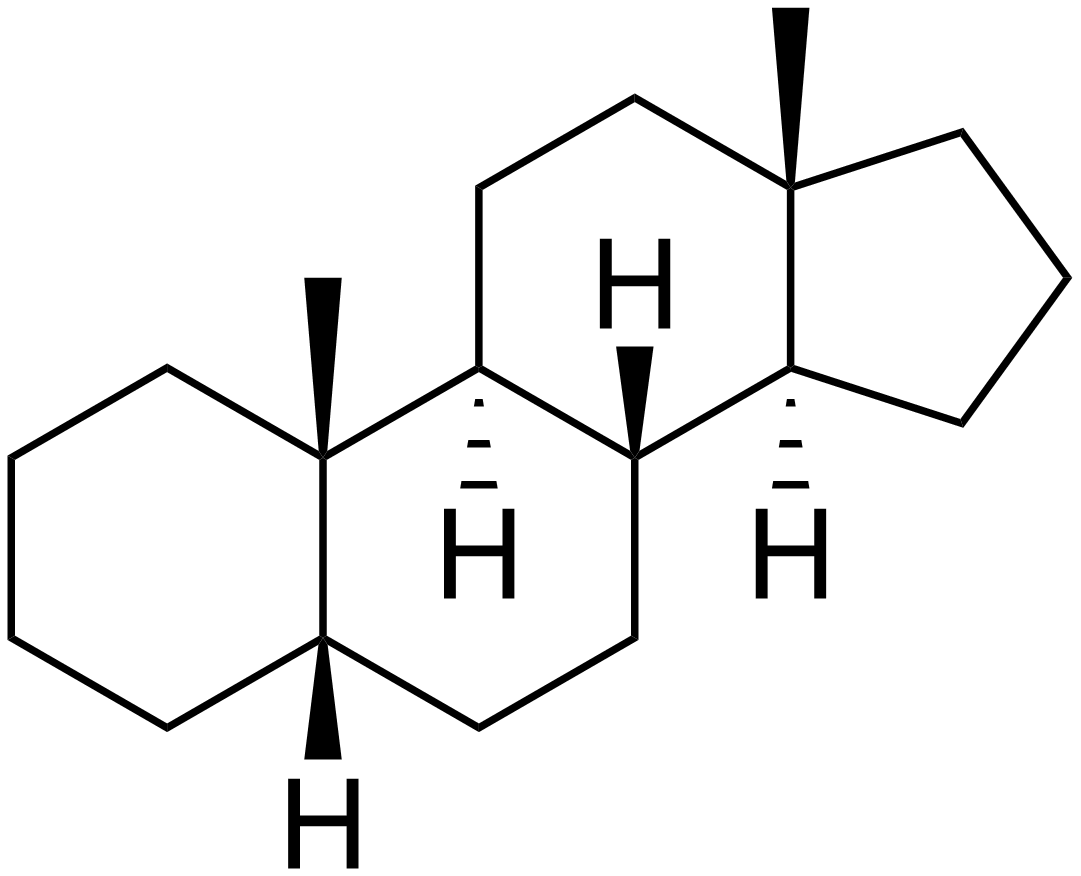
5β-雄烷（本胆烷）

## 药理学
5α-雄烷被报导存在雄激素活性，尽管没有含氧取代基。